# Acmana paulina
Acmana paulina là một loài bướm đêm trong họ Erebidae.